# Kaliumwaterstoffosfaat
Dikaliumwaterstoffosfaat (K2HPO4), ook bekend als dikaliumzout van fosforzuur of tweebasich kaliumfosfaat, is een zeer goed in water oplosbaar zout dat toepassing vindt als kunstmest, voedseladditief en in het laboratorium als uitgangsstof voor buffers. De stof is een veelgebruikte bron voor zowel kalium als fosfor. Soms wordt het afzonderlijk als voedseladditief verkocht en als middel tegen hoofdpijn.

## Toxicologie en veiligheid
In de Verenigde Staten is de verbinding opgenomen in de "GRAS"-lijst (Generally recognized as safe).